# Norra Fisklösen, Värmland
Norra Fisklösen är en sjö i Torsby kommun i Värmland och ingår i Göta älvs huvudavrinningsområde.